# Редон (округ)
Округ Редон (фр. Arrondissement de Redon) — округ у Франції, в департаменті Іль і Вілен. 2023 року округ об'єднував 50 муніципалітетів, населення становило 104 288 осіб.
Адміністративний центр (супрефектура) — Редон.

## Муніципалітети
Список муніципалітетів округу та їхні коди INSEE:
1. Бен-де-Бретань (35012)
2. Бен-сюр-Уст (35013)
3. Бовель (35035)
4. Болон (35016)
5. Брюк-сюр-Афф (35045)
6. Бур-де-Конт (35033)
7. Валь-д'Анас (35168)
8. Гіньян (35127)
9. Гіпрі-Мессак (35176)
10. Гішан (35126)
11. Гован (35123)
12. Гран-Фужере (35124)
13. Ерсе-ан-Ламе (35106)
14. Комблессак (35084)
15. Кревен (35090)
16. Ла-Босс-де-Бретань (35030)
17. Ла-Домінле (35098)
18. Ла-Куїєр (35089)
19. Ла-Ное-Бланш (35202)
20. Ла-Шапель-Буексік (35057)
21. Ла-Шапель-де-Брен (35064)
22. Лалле (35140)
23. Лангон (35145)
24. Лассі (35149)
25. Ле-Брюле (35046)
26. Ле-Петі-Фужере (35218)
27. Ле-Сель-де-Бретань (35322)
28. Лоеак (35155)
29. Лутеель (35160)
30. Льєрон (35151)
31. Мернель (35175)
32. Пансе (35212)
33. Піпріак (35219)
34. Плешатель (35221)
35. Поліньє (35231)
36. Редон (35236)
37. Ренак (35237)
38. Сен-Гантон (35268)
39. Сен-Жуст (35285)
40. Сен-Мало-де-Філі (35289)
41. Сен-Сеглен (35311)
42. Сен-Сену (35312)
43. Сен-Сюльпіс-де-Ланд (35316)
44. Сент-Анн-сюр-Вілен (35249)
45. Сент-Марі (35294)
46. Сікст-сюр-Афф (35328)
47. Сольньєр (35321)
48. Теє (35332)
49. Требеф (35343)
50. Шантлу (35054)